# Pondicherry
|  | Per a altres significats, vegeu «Pondicherry (desambiguació)». |

Pondicherry (tàmil புதுச்சேரி, telugu పుదుచ్చేరి, malaiàlam പോത്തുച്ചേരി) és un territori de la Unió Índia situat a la costa de Chōlamandala, uns 160 km al sud de Madràs habitat sobretot per tàmils. Té conreus d'arròs i oleaginoses i indústria cotonera. Comprèn els antics enclavaments francesos de Mahe, Karikal, Pondicherry (ciutat) i Yanam. Les llengües més parlades són el tàmil (89,2%) a Pondicherry i Karikal, el malaiàlam (4,8%) a Mahé i el telugu (4,3%) a Yanam.